# Ashland (hrabstwo Greene)
Ashland – miasto w Stanach Zjednoczonych, w stanie Nowy Jork, w hrabstwie Greene.